# مجزرة مدرسة البراق
مجزرة مدرسة البراق (2023) هي مجزرة ارتكبها سلاح جوّ الإحتلال الإسرائيلي يوم الجمعة الموافق 9 نوفمبر/تشرين الثاني 2023 حينما أغارَ على مدرسة البراق والتي تؤوي آلاف النازحين في شارع اللبابيدي بحي النصر، شمال مدينة غزة. هذه المجزرة من ضمن عدة مجازر وقعت خلال أحداث عملية طوفان الأقصى. تسبّبت هذه المجزرة الإسرائيليّة والتي استهدفت منطقة مدرسة تؤوي نازحين في استشهاد ما يزيد عن 50 شخصاً إلى جانب عشرات الجرحى.

## خلفية الحدث
في ساعاتِ الصباح الأولى من يوم السابع من أكتوبر 2023 أطلقت حركة المقاومة الإسلامية حماس عبر ذراعها العسكري كتائب الشهيد عز الدين القسام عملية طوفان الأقصى وذلك ردًا على الاعتداءات الإسرائيلية وتدنيس الأقصى والاستمرار في الاستيطان، كما أكّد على ذلك محمد الضيف القائد العام للقسّام والذي أعطى إشارة انطلاق العمليّة التي شهدت اقتحامًا من المقاومين لمستوطنات غلاف غزة ونجحوا في قتلِ عدد كبيرٍ من الجنود الإسرائيلين، وأسر عشرات آخرين كما استطاعوا خلال ساعات قطع عشرات الكيلومترات ووصلوا لمستوطنات أبعد من تلك المحيطة والقريبة من قطاع غزة.
استمرَّت الاشتباكات بين الجيش الإسرائيلي وبين المقاومين في عديد من المستوطنات وعلى رأسها مستوطنة سديروت. الرد الإسرائيلي على هذه العمليّة جاء من خلال شنّ سلاح الجو الإسرائيلي عشرات الغارات العشوائيّة على القطاع متسبّبة في مقتل عشرات المدنيين وتدمير البنية التحتية لمدن القطاع، ليصل حد فرض إغلاق شامل وقطع متعمد لكل الخدمات من ماء وكهرباء وغاز، وهو ما هدَّد حياة أكثر من مليونَي فلسطيني يعيشُ داخل القطاع الذي يُعاني أصلًا من تبعات الحصار الخانق عليهم منذ ستة عشر عاماً.
وفي مساء يوم 27 أكتوبر/تشرين الأول، أعلن جيش الاحتلال الإسرائيلي بدء ما سماه بالهجوم بري على قطاع غزة من خلال بدء التوغل في بلدة بيت حانون ومخيم البريج. حدث الهجوم وسط سلسلة من الغارات الجوية الإسرائيلية واسعة النطاق التي أدت إلى قطع الاتصالات المتنقلة والوصول إلى الإنترنت في غزة.

## المجزرة
في ساعات المساء العصر الأولى من يوم الجمعة الموافق 9 نوفمبر 2023، قام سلاح الجو الإسرائيلي بقصف مدرسة البراق الواقعة في شارع اللبابيدي بحي النصر، شمال مدينة غزة. حيثُ شن الطيران الإسرائيلي غارات على المدرسة. ومع بداية عملية طوفان الأقصى قام عدد كبير من سكان غزة بالنزوح إلى المدارس؛ وذلك بسبب اعتقادهم بأن المدراس مناطق محمية بموجب القانون الدولي الإنساني. ومع ذلك، قام سلاح الجو الإسرائيلي بقصف مدرسة البراق التي تؤوي نازحين. وتمكنت سيارات الإسعاف والدفاع المدني من انتشال جثامين 50 مواطناً ومعظمهم أطفال ونساء إضافة إلى عشرات الجرحى وعشرات المفقودين.